# Quézac (Lozère)
Quézac – miejscowość i dawna gmina we Francji, w regionie Oksytania, w departamencie Lozère. W 2013 roku populacja gminy wynosiła 351 mieszkańców. Przez miejscowość przepływa rzeka Tarn. 
W dniu 1 stycznia 2017 roku z połączenia trzech ówczesnych gmin – Montbrun, Quézac oraz Sainte-Enimie – utworzono nową gminę Gorges-du-Tarn-Causses. Siedzibą gminy została miejscowość Sainte-Enimie. 